# Rachel Gupta
Pour les articles homonymes, voir Gupta.
Rachel Gupta, née le 23 janvier 2004 à Jalandhar, est une mannequin indienne. Elle a été couronnée Miss Grand International 2024 à Bangkok, en Thaïlande, le 25 octobre 2024,.

## Biographie
Rachel Gupta est née le 23 janvier 2004 à Jalandhar, au Pendjab, en Inde, de Rajesh Aggarwal et Jennifer Gupta, tous deux professionnels du monde des affaires.

## Concours de beauté
Rachel Gupta commence à participer à des concours de beauté à l’âge de 18 ans, représentant l’Inde au concours Miss Super Talent of the World 2022 à Paris, en France, où elle remporte le titre,.
Plus tard, le 14 août 2024, Rachel Gupta participe au concours Miss Grand India 2024. Elle le remporte, obtenant ainsi la possibilité de représenter l’Inde au Miss Grand International 2024.
Puis, le 25 octobre, à Bangkok, en Thaïlande, Rachel Gupta remporte le titre de Miss Grand International 2024, devenant ainsi la première Indienne à remporter ce concours,,.
Rachel Gupta annonce renoncer à son titre de Miss Grand International 2024 le 28 mai 2025 mentionnant des promesses non tenues, un mauvais traitement et un environnement toxique. Cette version est contestée par l'organisation Miss Grand International qui déclare avoir destitué Rachel Gupta pour manquement à ses obligations.